# Victoire Durand-Gasselin
Victoire Durand-Gasselin (née le 4 décembre 1908 à Nantes et morte le 16 novembre 1998 à Paimbœuf), appelée Friésé, Friesé ou  Friésé-Durand-Gasselin après son mariage, est une architecte française.

## Biographie
Victoire Durand-Gasselin, fille de Dagmar Hentsch (née le 2 janvier 1882 à Nantes, morte le 23 juillet 1960 à Nantes) et de Jean Durand-Gasselin (né le 29 juillet 1875 et mort le 29 mars 1945 à Nantes), est née dans une famille protestante de Nantes. Son grand-père paternel, Hippolyte Durand-Gasselin (1839-1929), est un industriel dont Thomas Dobrée fit son légataire universel, et qui œuvra pour la communauté protestante de Nantes. Son arrière grand-père, également appelé Hippolyte Durand-Gasselin (1806-1888), est, avec Jean-Baptiste Buron, l'architecte du passage Pommeraye. Elle était, par ailleurs, la petite-nièce de l'ancien maire Paul Bellamy.
Victoire Durand-Gasselin est élève en architecture à l'école des beaux-arts de Paris de 1934 à 1938. Elle obtient le titre d'architecte DPLG en 1939. Elle travaille dans le cabinet d'architecte de Charles Friesé, qu'elle épouse en 1960 à Nantes
Elle prend la direction du cabinet de Charles Friesé lorsque celui-ci est mobilisé durant la guerre. Inscrite à l'ordre des architectes en 1942, elle est alors une des rares femmes architectes en France. Membre de la défense passive de la ville lors de la Seconde Guerre mondiale, elle se rend le soir même de la destruction du temple protestant construit par Henri Driollet en 1855 sur la place de l'Édit-de-Nantes, écrasé par une bombe le soir du 23 septembre 1943. Elle est l'architecte du temple provisoire construit place Édouard-Normand et consacré le 3 juin 1945. Elle collabore ensuite avec Charles Friesé lors de la reconstruction du magasin Decré (elle est notamment créditée de la conception, en 1947, 1948 et 1951 du local de livraison des magasins, dont la façade se situe au no 5 de la rue de Briord). Elle est l'architecte du nouveau temple protestant de Nantes, dont la construction est entamée en 1956, et qui est consacré en 1958.
En dehors de ces deux réalisations marquantes, elle se consacre à la conception d'immeubles et de maisons d'habitation, de bâtiments à caractère social, industriel, commercial et administratif. Elle met un terme à sa carrière d'architecte en 1973.
Victoire Durand-Gasselin a reçu la médaille de sauvetage et la médaille commémorative de la Défense passive 1939-1945, a fait partie du club Soroptimist (union professionnelle féminine internationale), et de l'Académie littéraire de Bretagne et des Pays de la Loire.

## Principales réalisations

### Œuvres architecturales
- Magasin Decré.
- Temple protestant de Nantes.
- École du Chêne-d'Aron, rue du Chêne-d'Aron (1955, avec Charles Friésé)[8].
- Club-house du club des Amis de Préfailles (1957)[9].

### Écrits
- Victoire Friésé, « L'ancien Temple protestant », Cahiers de l'académie littéraire de Bretagne et des Pays de la Loire, Académie littéraire de Bretagne et des Pays de la Loire, no 32 - Lieux disparus de Nantes,‎ 1995 (ISSN 2258-7462, BNF 34407402).
- Victoire Friesé née Durand-Gasselin, « Être protestant à Nantes au XXe siècle », Les Annales de Nantes et du pays nantais, Nantes, Société académique de Nantes et de la Loire-Atlantique, no 266,‎ 1997, p. 39-40 (ISSN 0991-7179).